# Hedysarum grandiflorum
Hedysarum grandiflorum är en ärtväxtart som beskrevs av Pall.. Hedysarum grandiflorum ingår i släktet buskväpplingar, och familjen ärtväxter.

## Underarter
Arten delas in i följande underarter:
- H. g. bulgaricum
- H. g. grandiflorum

## Bildgalleri

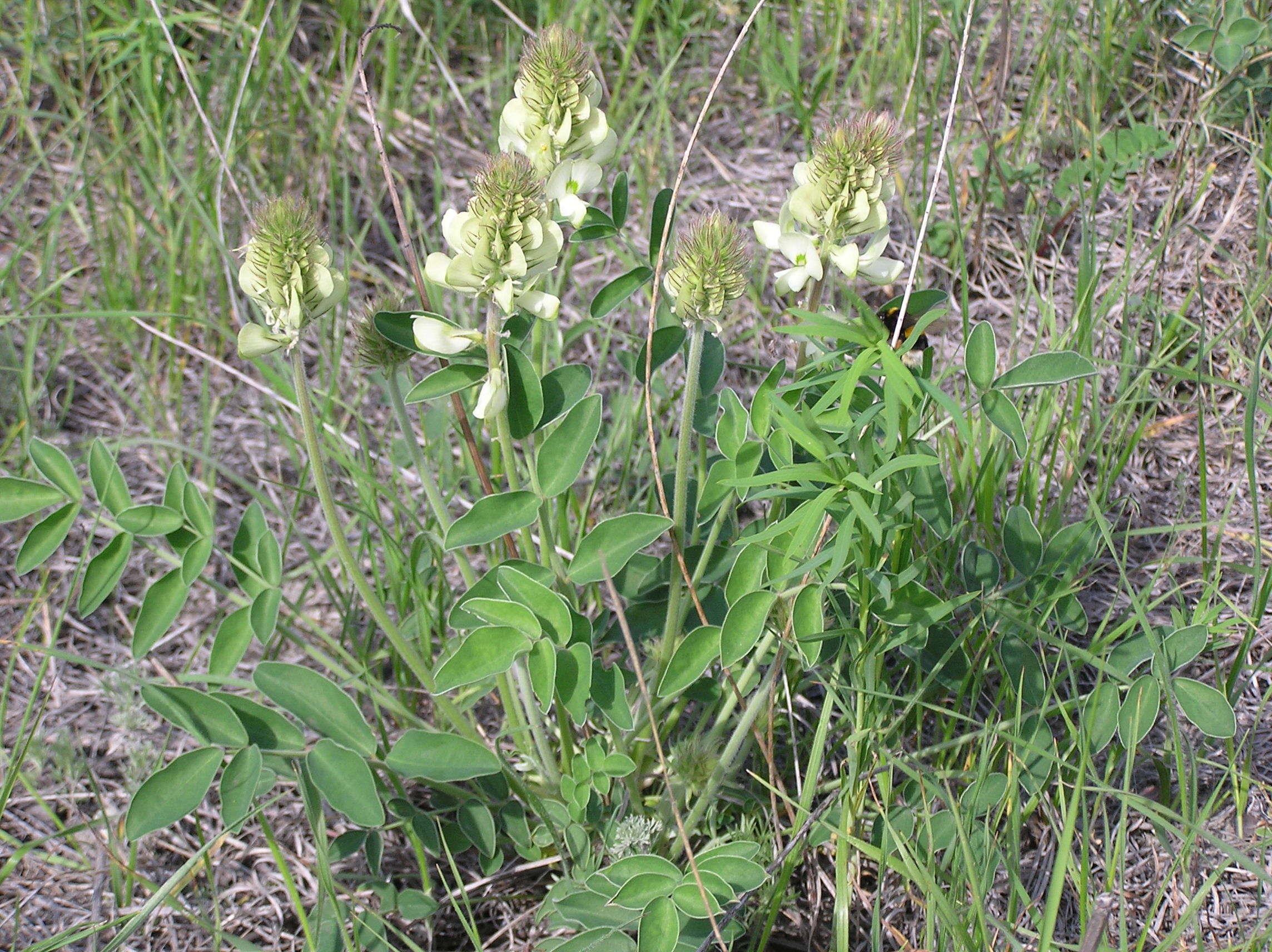
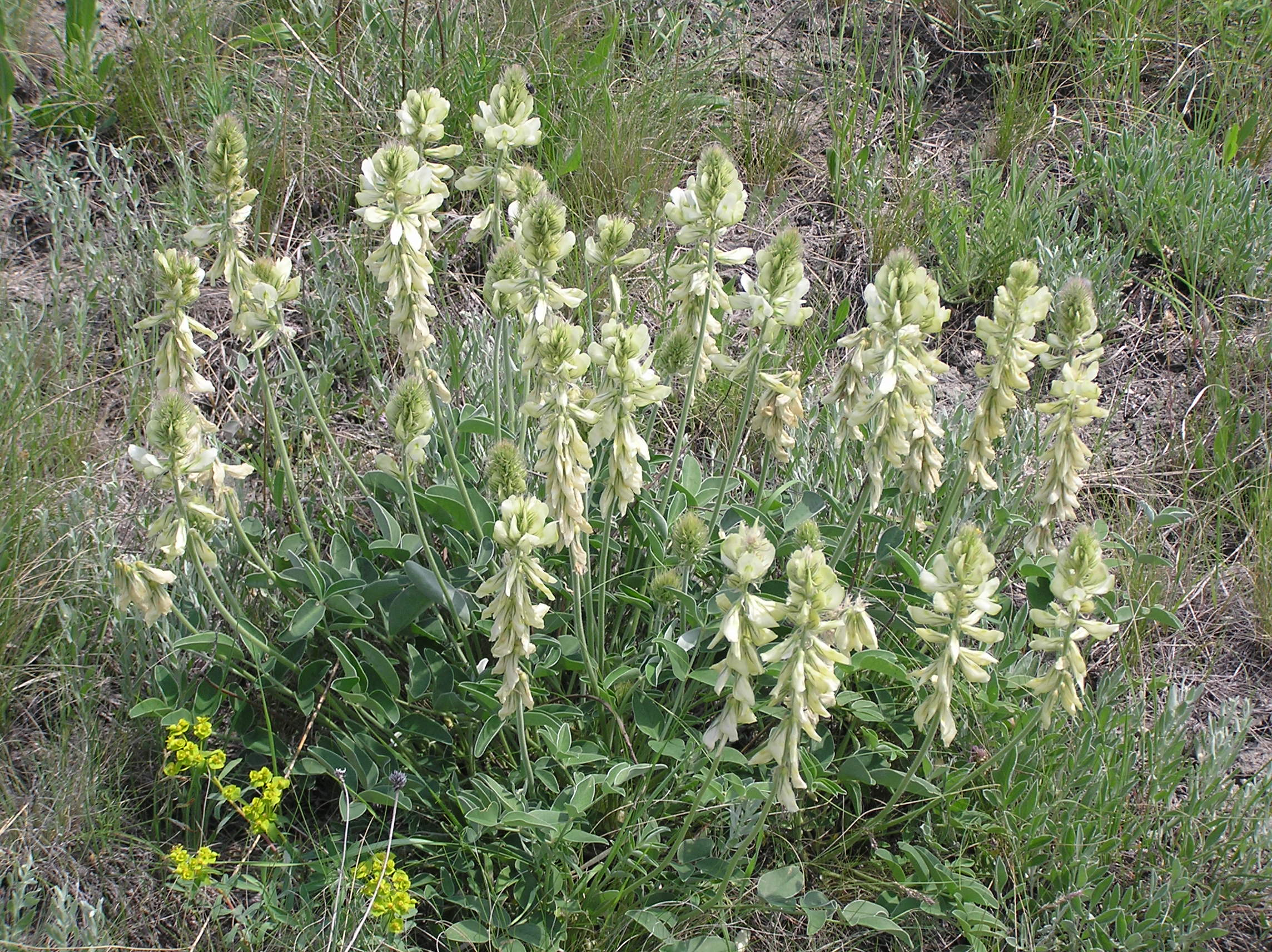